# 刘玉春

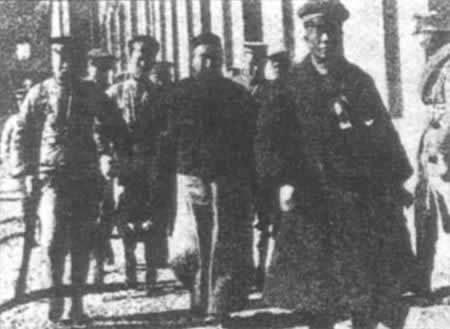
1926年，武昌守城的直军将领刘玉春（图中间穿长袍戴小帽者）被活捉

刘玉春 （1878年—1932年），字铁珊，直隶玉田人，中华民国军事将领。

## 生平
光绪末年，刘玉春投入清军，获保送入东北讲武堂。毕业后被分配到陆军第八师当哨官，不久升为营长。1921年，在洛阳任两湖巡阅使署处长。1922年8月，授陆军少将加中将衔。1925年，刘玉春奉命率部赴汉口，被吴佩孚任命为陆军第八师师长。
1926年秋，国民革命军北伐进逼湖北时，刘玉春升任讨贼联军第八路总司令，参加汀泗桥战斗、贺胜桥战斗，遭北伐军击败，率残部退至武昌，任武昌城防司令，奉吴佩孚之命同湖北督军陈嘉谟同守武昌。1926年8月，北伐军围攻武昌城，刘玉春率部1万多人关闭城门固守40多天，武昌城内断粮断水，饿死许多人。虽经过武昌商会等团体从中调解，刘玉春仍不投降。后来，武昌县县长王绳高再度斡旋，并保证其生命安全，但刘玉春仍坚持固守。北伐军攻破武昌城、进抵蛇山时，刘玉春率残部千余人在蛇山一线抵抗，后来躲入文华大学，遭北伐军俘虏。
1926年12月，国民政府由广州迁到武汉，成为武汉国民政府。1927年1月17日，中国国民党中央执行委员会暨国民政府委员临时联席会议（简称“武汉临时联席会议”）第14次会议上，邓演达提出，“武昌城所俘之刘玉春、陈嘉谟二贼，前决定由人民审判委员会审判……但至今并未提出审判，人民屡请审判毫无结果。在南昌方面，张凤岐、岳思寅、唐福山等皆由人民判决枪毙，今特提议从速审判。”2月9日，武汉临时联席会议第22次会议正式审议并通过了武汉国民政府司法部制定的《反革命罪条例》。1927年2月10日，“人民审判委员会”首次运用该条例，审判了陈嘉谟和刘玉春，该案被定名为“陈刘反革命案”。当日的审判以“择日再判”结束，后来却未再审理或宣判，此案不了了之。
后来，刘玉春被释放，并获聘为军事参议。宁汉分裂后，刘玉春在何键部担任江左军北路总指挥。唐生智下野之后，刘玉春辞职赴天津。1931年，张学良任北平政治分会主任时，刘玉春曾同吴佩孚旧部挟吴佩孚策动张学良的一部分军队和其他部队反张学良，事未成。不久，刘玉春于1932年逝世。

## 著作
- 《百战归田录》[1]